# Hemoragijska groznica s bubrežnim sindromom
Hemoragijska groznica s bubrežnim sindromom (lat. febris haemorrhagica cum syndroma renale), poznata i kao "mišja groznica", akutna je virusna bolest koja se manifestira vrućicom, krvarenjima i oštećenjem rada bubrega, a nerijetko zahtijeva i bolničko liječenje.  Slična je bolest s različitim kliničkim manifestacijama opisana širom svijeta, pa se prema preporuci Svjetske zdravstvene organizacije od 1982. godine naziva jedinstvenim imenom. Radi se o akutnoj zoonozi endemskoj u Europi i Aziji od koje godišnje u svijetu oboli između 150 i 200 tisuća ljudi, s izraženom tendencijom porasta novooboljelih.

## Opis bolesti
Radi se o bolesti s vrućicom, oštećenjem rada bubrega, koji puta krvarenjima (hemoragija), te drugim smetnjama, koji puta veoma teškoj, uz potrebu bolničkog liječenja. Ponekad dolazi do povraćanja s proljevima, a jedan od tipičnih ranih znakova bolesti je difuzno crvenilo lica i vrata (nalik opeklinama od Sunca) koje se javlja u više od 90 posto pacijenata. Bolest sec dijagnosticira imunofluorescencijom ili ELISA-om

#### Najvažniji simptomi bolesti
- nagla pojava vrućice (katkad i više od 40 C)
- zimica
- jaka glavobolja
- bolovi u trbuhu i leđima
- promjene mokraće (tamna boja, smanjena količina)
- mučnina

#### U nekih bolesnika i:
- povraćanje i proljev
- zamućenje vida
- crvenilo lica i vrata
- otok kapaka i crvenilo očiju
- osip[2]

#### Laboratorijski kriteriji za dijagnozu
Signifikantni nalazi (titar ili dinamika) protutijela ELISA, IFA ili RVK testom u serumima bolesnika
- IgM protutijela pozitivna na hantaviruse (u Hrvatskoj 2 tipa i to istočni Hantaan i zapadni Pumala virus); u serumu pozitivna do šest mjeseci
- IgG specifična protutijela (javljaju se od drugog tjedna bolesti)[3]

Tijek bolesti uobičajeno se dijeli u pet faza, svaka sa svojim kliničkim i laboratorijskim značajnostima. Osnovno je liječenje simptomatsko (ponekad je potrebna i bubrežna dijaliza) uz neprestano praćenje vitalnih parametara bolesnika.
Bolest može trajati i do dva tjedna pri čemu njezin završetak označava izlučivanje velike količine urina zbog čega dolazi do stabilizacije krvnog tlaka i bubrežnih funkcija. Oporavak je obično polagan, može potrajati i nekoliko mjeseci, no obično protječe bez komplikacija te dolazi do potpunog izlječenja.
Bolest je u Hrvatskoj stalno prisutna različitom učestalošću od godine do godine. Jedna je od zaraznih bolesti čije je sprječavanje i suzbijanje od interesa za Republiku Hrvatsku.
Kao što joj i ime nagovještava, vezana je uz izravan ili posredan dodir s malim divljim šumskim glodavcima i njihovim izlučevinama, a češće obolijevanje ljudi nastaje obično u godinama velike brojnosti tih malih glodavaca (tzv. "mišje godine"). Na brojnost glodavaca mogu utjecati razni ekološki čimbenici među njima prehrambeni, klimatski i drugi, dijelom i nepoznati, pa se ona često ne može objasniti a niti prognozirati. Zna se da izobilje hrane pogoduje, a zimske pak dugotrajne hladnoće bitno reduciraju broj životinja, no svi razlozi za nastanak povremenih pravih eksplozija brojnosti koje se znaju dogoditi u nepravilnim višegodišnjim razmacima često ostanu nerazjašnjeni. Tada zbog velike brojnosti i gustoće među tim životinjama lako dolazi do širenja raznih zaraza). Broj bolesnih ljudi tako je u velikom dijelu odraz zbivanja među životinjama.

## Uzročnik i životinje domaćini
Uzročnik ove bolesti je virus iz skupine (rod) Hanta-virusa, rasprostranjenih u nekoliko svojih varijeteta (vrsta, serotipova) u raznim dijelovima svijeta, u Europi od Skandinavije do njenog juga.

### Mikrobiološke odlike i pripadnost uzročnika
Skupina virusa koji u jezgri imaju ribonukleinsku kiselinu (RNK virusi)
porodica: Bunjaviridae
rod: Hanta
serološke vrste/tipovi: Puumala, Dobrava, Hantaan (postoje mišljenja da taj ne postoji u Hrvatskoj).
Virus prirodno kruži i održava se među malim šumskim glodavcima. U Hrvatskoj su to najviše:
riđa voluharica (Clethrionomys glareolus) i
žutogrli miš (Apodemus flavicollis) a uz njih u manjoj mjeri i
šumski miš (Apodemus sylvaticus),
poljski miš (Apodemus agrarius) te
livadna voluharica (Microtus agrestis).
Ta infekcija za njih nije pogubna, no čini ih izlučivačima virusa u okolinu, najviše mokraćom i izmetom. Ušavši u njihov svijet, svijet tzv. prirodnog žarišta, mogu se u određenim okolnostima srećom u pravilu rijetko zaraziti i razboljeti ljudi. 

## Zaraza
Način zaražavanja ljudi može biti udisanjem (prašina onečišćena izlučevinama zaraženih šumskih životinja), ili unosom uzročnika u usta (onečišćene ruke, hrana, piće).
Zaraza se ne prenosi među ljudima. 
Iz opisanih okolnosti koje mogu dovesti do zaražavanja može se zaključiti da će oboljeli biti, a tako upravo i jest uglavnom među onim ljudima koji intenzivno, najčešće radi svog posla (na primjer šumski radnici, lovci, poljoprivrednici i dr.) u šumi dolaze u opetovan ili dugotrajan, izravan ili posredan dodir s malim divljim glodavcima.  

## Mišja godina
U godinama velikog namnažanja glodavaca gotovo svatko tko prođe nekom šumom uočit će te male šumske stanovnike i njihovo spretno i znatiželjno trčkaranje među lišćem i korijenjem na šumskom tlu. "Miš" kojeg izletnik tako uoči, u stvari nije bio miš, već riđa (šumska) voluharica koja je dnevna životinja, dok su šumski i žutogrli miševi oprezne, noćne životinje. Riđa voluharica se odlikuje lijepim, na leđima crvenkastim krznom, a najlakše ju je razlikovati od miša po tome što ima razmjerno kratak rep. 
Takva zanimljiva prirodan pojava velike "mišje" brojnosti, nosi sa sobom i određenu zabrinutost, odnosno bojazan od mogućnosti razbolijevanja od hemoragijske groznice. Kao što je već naprijed napomenuto, na sreću taj je rizik, iako nesumnjivo postoji što potvrđuju i oboljeli, ipak razmjerno malen, prema broju ljudi koji odlaze u šumske predjele, a najmanji, odnosno posve malen je za izletnike, budući je intenzitet i način boravka u prirodi na izletu drukčiji od izloženosti, na primjer, profesionalnih šumskih radnika. 

To praktično znači da kao i svake godine niti u godinama velike brojnosti malih glodavaca ne treba zbog toga odustati od odlaska u naša šumska područja, no držati se ipak nekih, jednostavnih mjera opreza i čuvanja zdravlja, koje će učiniti da se taj objektivno malen potencijalni rizik još više smanji i otkloni. 
Za one pak koji su prirodom svojega posla ili aktivnosti upućeni na intenzivno izlaganje šumskim glodavcima, takve su mjere opreza još važnije, i većina znajući za to, već ih je usvojila i stalno ih provodi.

## Mjere za smanjenje i otklanjanje rizika
Mjere za smanjenje i otklanjanje rizika skupljene su u savjetima koji slijede, a svrstane su prema tome za koga su prvenstveno namijenjene, no međusobno se ne isključuju, i svatko ih sve može prema prilikama uzeti u obzir i kombinirati:

### Savjeti izletnicima
- čuvati za vrijeme izleta svoju hranu i piće od glodavaca, ne ostavljati je izravno na tlu i sl.
- održavati higijenu ruku, oprati ih, otrti vlažnom maramicom i sl. prije jela
- izbjegavati piti vodu iz neuređenih šumskih izvora i lokvica, jer se njima koriste i šumski glodavci
- izbjegavati odmaranje (ležanje) izravno na šumskom tlu, osobito na mjestima gdje smo vidjeli više glodavaca ili njihove rupe
- ne loviti ili dirati (uginule) šumske glodavce ili druge životinje

Vrijedi znati da većina nabrojenih mjera opreza i čuvanja zdravlja ujedno štiti i od drugih bolesti koje se mogu prenijeti na ljude s divljih životinja (na pr. leptospiroza, crijevni paraziti i dr.) i mogu se stoga uvijek preporučiti svim posjetiteljima prirode.

### Savjeti ljudima koji profesionalno ili iz drugih razloga dulje vrijeme ili opetovano intenzivno borave u šumskim predjelima
- ne ostavljati osobne stvari i pribor za rad dulje vrijeme (više sati ili dana) nezaštićen na tlu u šumi, kako na njih ne bi došli glodavci
- pri poslovima u kojima se diže prašina s tla izbjegavati udisanje prašine (u određenim okolnostima prikladna je lagana maska preko nosa i usta).
- ne spavati ili se odmarati izravno na šumskom tlu
- važna je čistoća odnosno pranje ruku, svakako prije jela ili rada s namirnicama ali i u drugim okolnostima u kojima bi uzročnici mogli doći do usta (cigarete, pušenje)
- izbjegavati piti vodu iz šumskih neuređenih, slabo protočnih izvora ili lokava
- ako se zbog posla boravi u šumskim nastambama, potrebno ih je držati u najvećem redu i čistoći, bez ostavljanja ostataka hrane na otvorenome, što bi privlačilo glodavce.
- uklanjati otpatke i ostatke hrane iz okoline u kojoj borave ljudi (zakapanje ili odnošenje na udaljenost) kako ne bi privlačili glodavce.
- po potrebi provesti (provoditi) uništavanje glodavaca (deratizacija, lov klopkama i dr.) u ljudskim nastambama i neposrednoj okolini, uz upozorenja ako se radi s otrovom; uginule životinje ukloniti (poslije oprati ruke!)

### Savjeti žiteljima ili vlasnicima kuća ili gospodarskih zgrada u šumskim područjima, koje stalno ili povremeno nastanjuju
- sprječavati ulaz glodavaca u kuću.
- spremati hranu i otpatke tako da ne privlače glodavce.
- čuvati hranu i piće od onečišćenja izlučevinama glodavaca pokrivanjem, zaklapanjem, odizanje od tla i sl.
- po potrebi provoditi uništavanje glodavaca (deratizacija, klopke) u kući i neposredno oko kuće; ako se radi o otrovu upozoriti ljude, osobito paziti na djecu!
- u prirodi i okućnicama uništavanje glodavaca nije izvedivo
- uginule otrovane ili uhvaćene glodavce ukloniti (zakopati, spaliti) pazeći pri tome da ne onečiste ruke (rukavice), a nakon takvog posla, naravno, oprati ruke
- čišćenje dulje vrijeme nekorištenih kuća obavljati sa što manje dizanja prašine, koristiti, ako je moguće, vlažno čišćenje, a nije na odmet pri čišćenju takvih kuća koristiti i laganu masku preko usta i nosa.
- nakon rada na čišćenju oprati ruke u toploj vodi i sapunici.

Dezinfekcija (klorni preparati) stambenih prostora podova ili prostora gospodarskih zgrada pa i materijala koji se u njima koristi kao što je stelja, i sl. dolazi u obzir (nakon prethodne deratizacije i uklanjanja životinja), u onim slučajevima ako je negdje već došlo do obolijevanja ljudi.

## Zaraze mišjom groznicom u Hrvatskoj
U Hrvatskoj je bolest rasprostranjena na tipičan mozaičan raspored.
Utvrđena su prirodna žarišta: Velika Gorica, Ogulin, Slunj, Plitvice, Kostajnica, Psunj, Papuk, Đakovo, Vinkovci, Županja, Svilaja, Dinara, Velika i Mala Kapela.
Prvi opis hemoragijske groznice s bubrežnim sindromom u Hrvatskoj bio je 1954. godine, a prva se epidemija u Hrvatskoj pojavila na Plitvicama 1967. godine kada je oboljelo 14 šumskih radnika (Puumala serotip). Druga je epidemija bila 1998. godine u Velikoj Gorici s 14 oboljelih vojnika. Godine 1995. zabilježena je epidemija sa 125 oboljelih na području Dinare, Male Kapele i zapadne Slavonije.
Tijekom 2002. godine pojavila se do sada najveća epidemija hemoragijske vrućice s bubrežnim sindromom (HVBS) u Hrvatskoj. U Klinici za infektivne bolesti "Dr. Fran Mihaljević" u Zagrebu 2002. godine liječeno je 110 bolesnika s dijagnozom HVBS-a, a u cijeloj je Hrvatskoj mišjom groznicom bilo zaraženo oko petsto ljudi.
Početkom 2012. godine pojavilo se više slučajeva oboljelih od mišje groznice u cijeloj Hrvatskoj, a najviše u podsljemenskom pojasu Zagreba. U Zagrebu je uočeno grupiranje odnosno epidemija obolijevanja od hemoragijske groznice (vrućice) s bubrežnim sindromom (HGBS) na području Zagreba, uglavnom među osobama koje su bile ili borave na Medvednici (Sljemenu) ili stanuju u podsljemenskim zagrebačkim naseljima.